# Sympetrum danae
Sympetrum danae là một loài chuồn chuồn ngô được tìm thấy ở Bắc Âu, châu Á, và Bắc Mỹ.
Loài này có thân khoảng 30 mm, nó là chuồn chuồn cư trú nhỏ nhất của Anh. Nó là một loài côn trùng hoạt động mạnh vào cuối mùa hè, điển hình của vùng đằn có cây bụi và đầm lầy đồng hoang.

## Hình ảnh

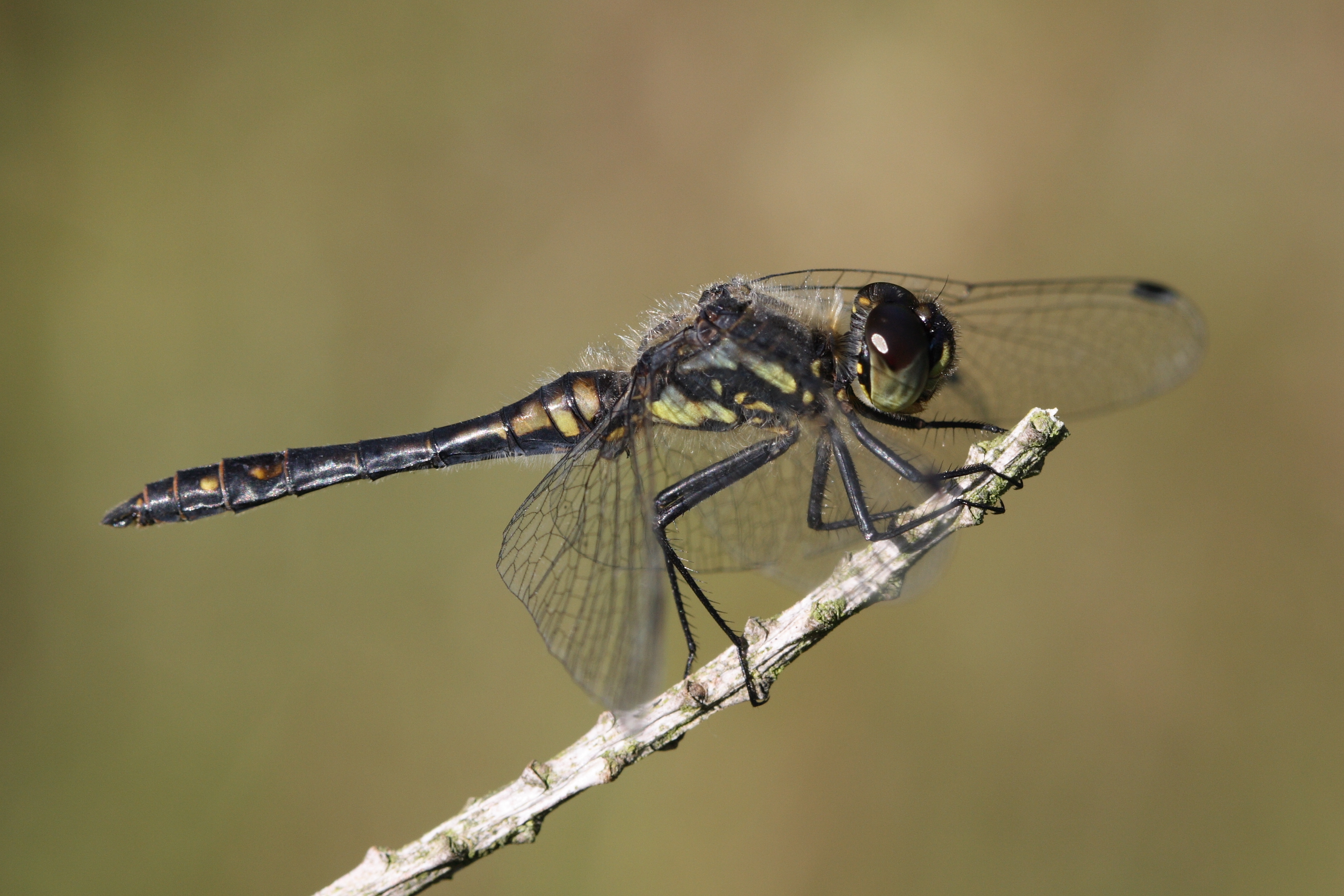
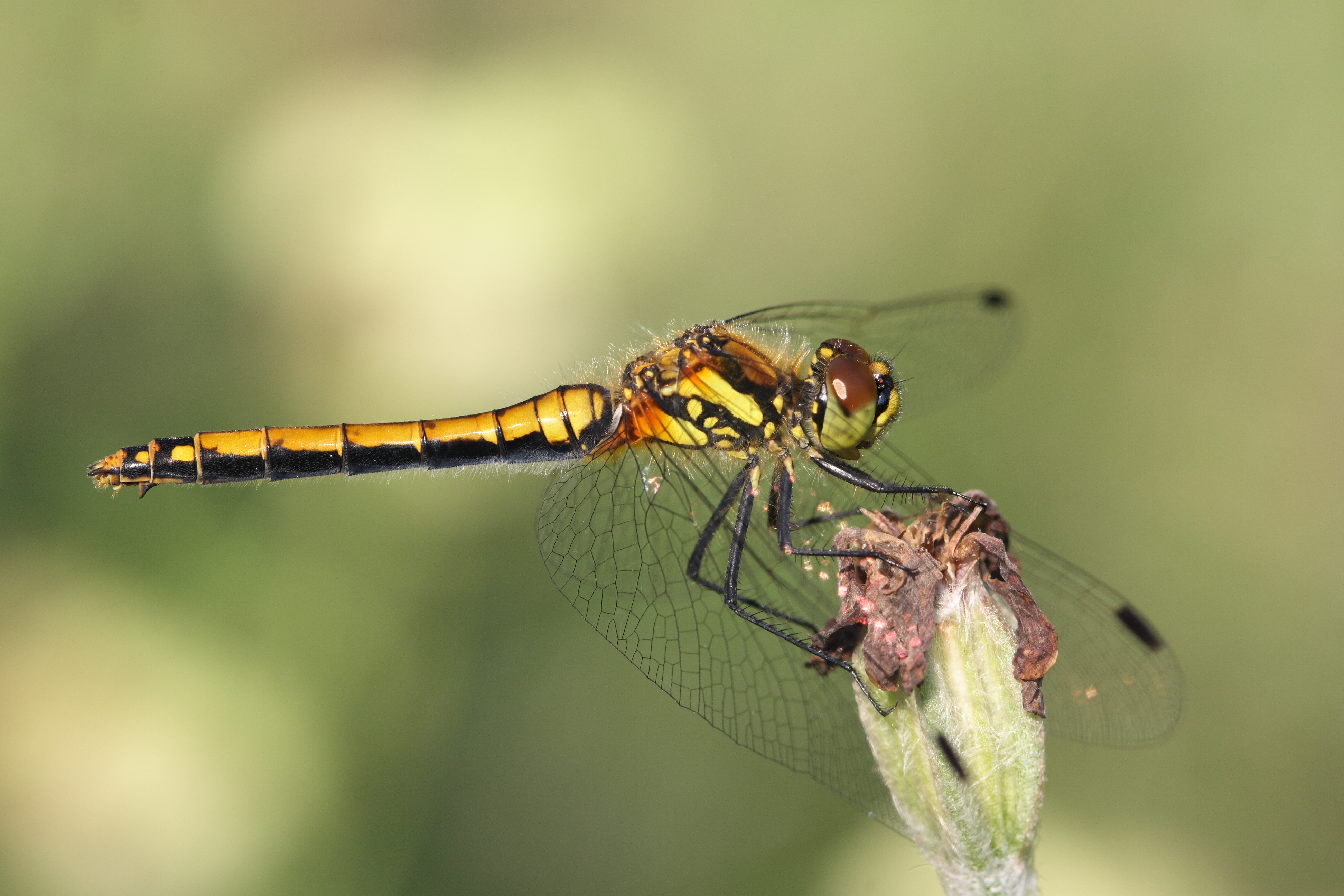
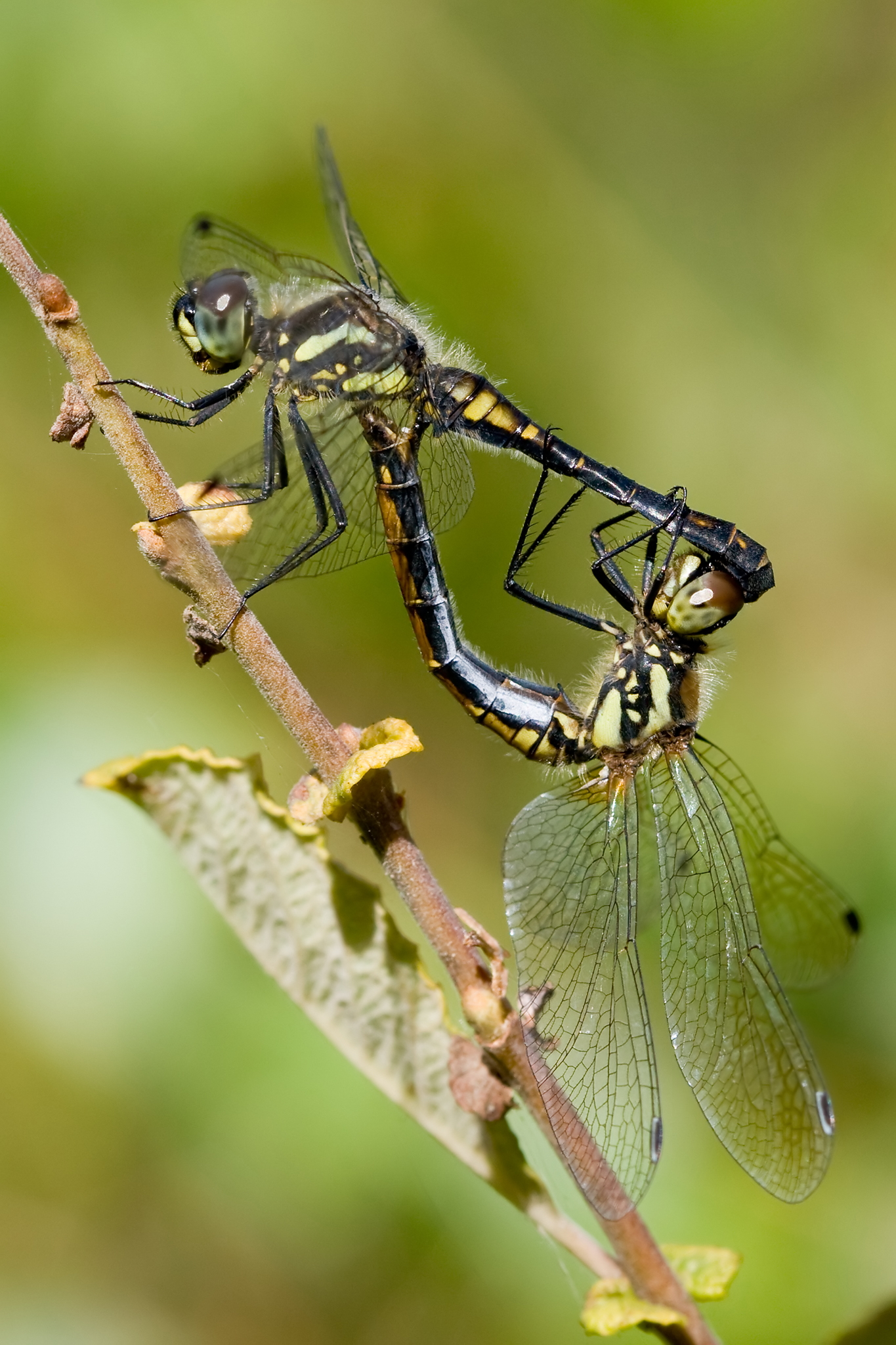
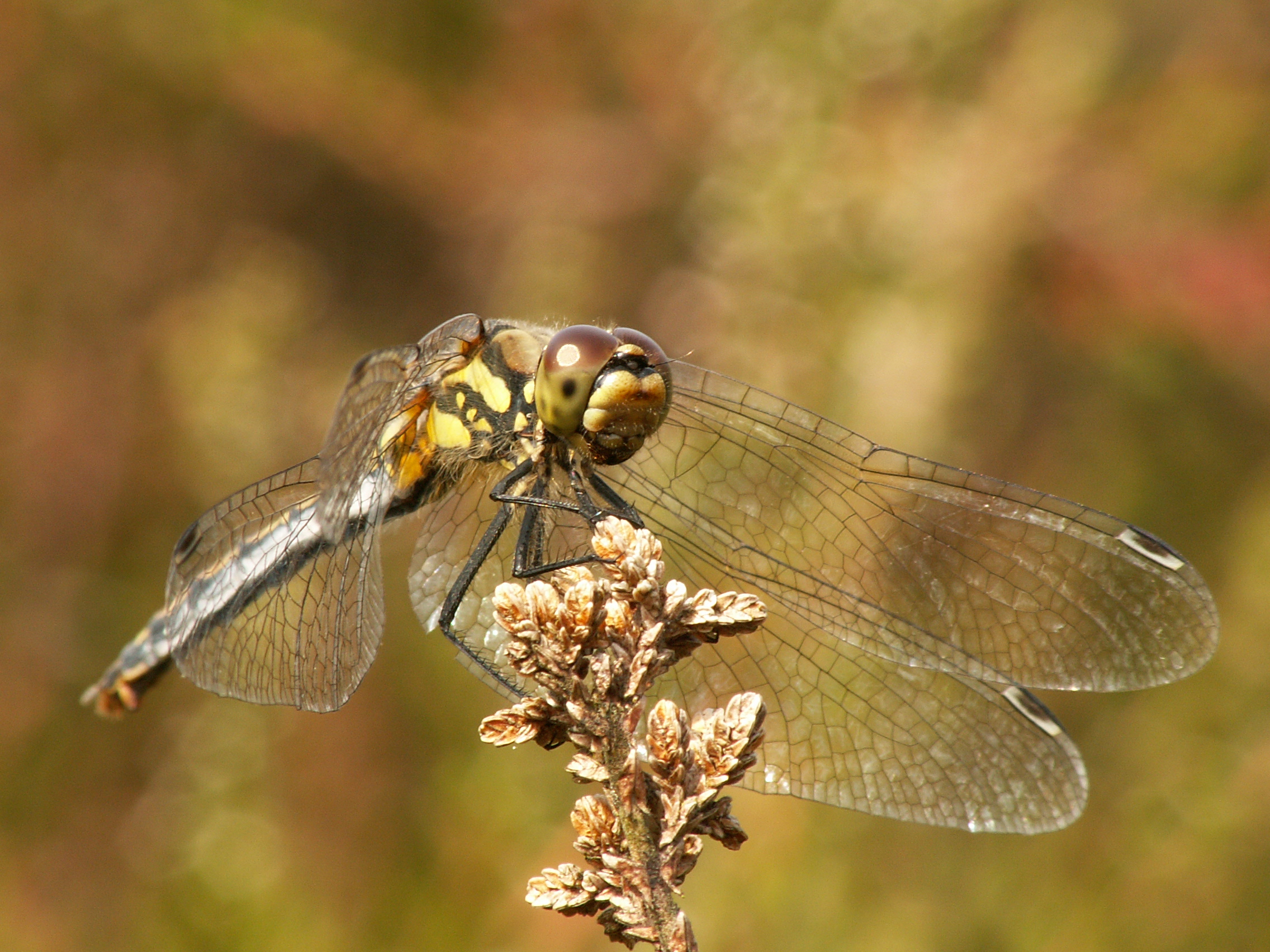
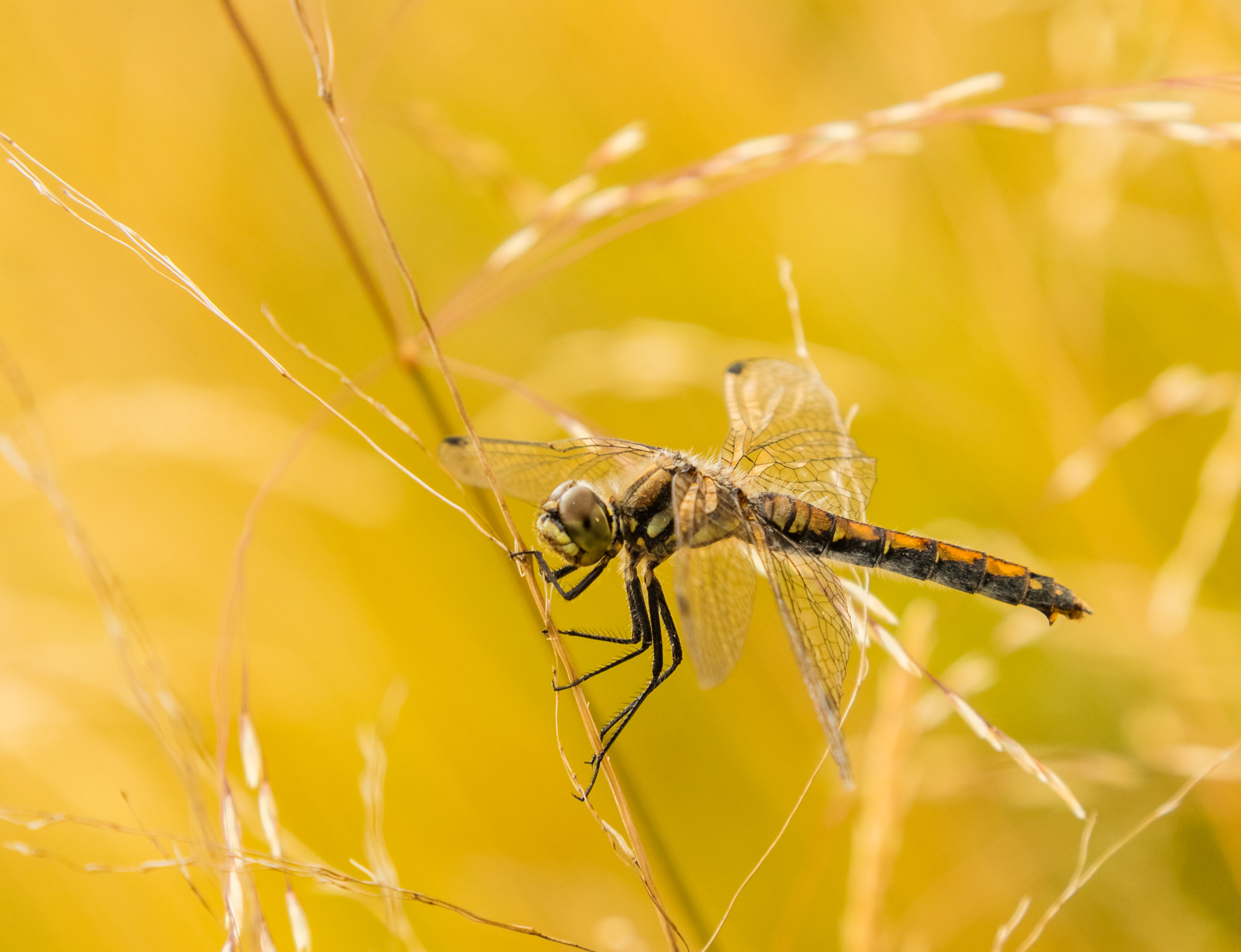